# Wioślarstwo na Letnich Igrzyskach Olimpijskich 1904 – dwójka bez sternika mężczyzn
Dwójka bez sternika była jedną z pięciu konkurencji wioślarskich rozgrywanych podczas III Letnich Igrzysk Olimpijskich w Saint Louis. Zawody odbyły się w dniu 30 lipca 1904 r. 
W wyścigu wzięły udział trzy osady. Wszyscy uczestnicy pochodzili ze Stanów Zjednoczonych Ameryki. 

## Wyniki
| Pozycja | Zawodnik                     | Czas    |
| ------- | ---------------------------- | ------- |
| 1.      | Robert Farnan; Joseph Ryan   | 10:57,0 |
| 2.      | John Mulcahy; William Varley |         |
| 3.      | John Joachim; John Buerger   |         |